# Ареналес-де-Сан-Грегоріо
Ареналес-де-Сан-Грегоріо (ісп. Arenales de San Gregorio) — муніципалітет в Іспанії, у складі автономної спільноти Кастилія-Ла-Манча, у провінції Сьюдад-Реаль. Населення — 712 осіб (2010).
Муніципалітет розташований на відстані близько 140 км на південний схід від Мадрида, 85 км на північний схід від Сьюдад-Реаля.

## Демографія
Динаміка населення (INE ):

## Галерея зображень

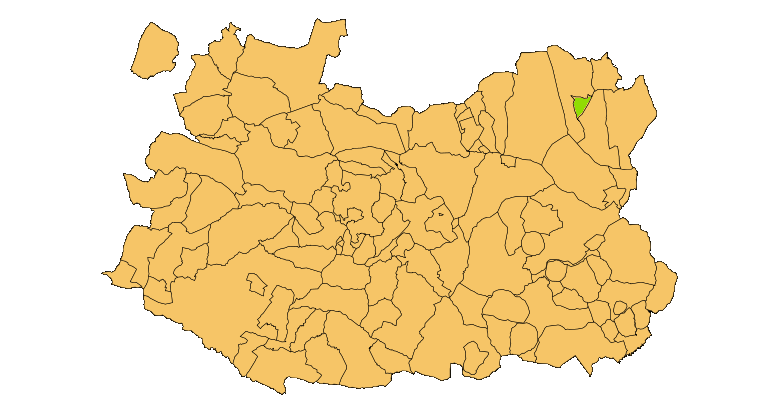
Розташування муніципалітету у провінції Сьюдад-Реаль
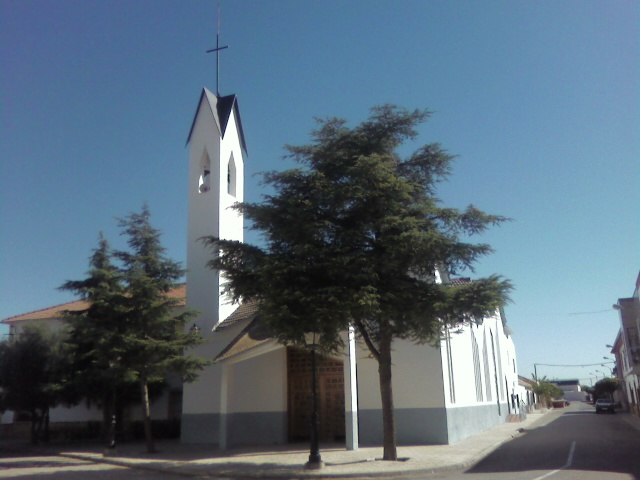
Церква